# 电阻率

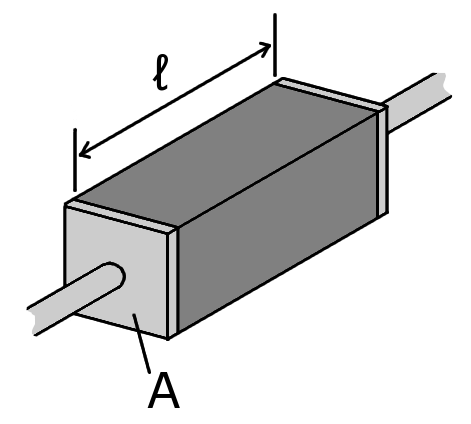
電阻物質的兩端接有導線。

電阻率（英語：Resistivity），又称电阻系数，是描述材料导电性能的物理量。
电阻率在数值上等于单位长度、单位截面的某种物質的導電度]。电阻率与导体的长度、横截面积等因素无关，是导体材料本身的电学性质，由导体的材料决定，且与温度有关。
电阻率在国际单位制的单位是Ω·m，读作欧姆米，简称欧米。常用单位为“歐姆·米”。
电阻率较低的物质称为导体，常见导体主要为金屬，而自然界中導電性最佳的是銀。其他不易導電的物質如玻璃、橡膠等，電阻率較高，一般稱為絕緣體。介于导体和绝缘体之间的物质（如硅）则称半导体。
電阻率的科學符號為 ρ 。

## 电阻定律
对于一般物体，电阻{\displaystyle R}，电阻率{\displaystyle \rho }、长度 {\displaystyle l} 与截面積{\displaystyle A}之间的关系如下：
{\displaystyle R=\rho {\frac {l}{A}}}
在上式中，
- 電阻 {\displaystyle R} 單位為歐姆
- 長度 {\displaystyle l} 單位為公尺
- 截面面積 {\displaystyle A} 單位為平方公尺
- 電阻率 {\displaystyle \rho } 單位為歐姆·公尺

这个方程被称为电阻定律。

## 与温度的关系
电阻率一般会随温度变化而变化。在温度变化不大时，电阻率{\displaystyle \rho }与温度之间存在线性关系：
{\displaystyle \rho _{t}=\rho _{0}(1+\alpha t)}
其中 {\displaystyle \rho _{0}}是该材料在0摄氏度时的电阻率， {\displaystyle \rho _{t}}是{\displaystyle t}摄氏度时的电阻率，{\displaystyle \alpha }是电阻率的温度系数。 {\displaystyle \alpha }在温度变化不大的范围内可以认为是常量。多数金属常温下的电阻率温度系数{\displaystyle \alpha }约为0.004。 
然而，有的物质的电阻率随温度的升高而减小，如电解液、半導體。

## 几种物质的电阻率
| 物质     | 電阻率 (Ωm)        | 电阻温度係数（20 ℃） |
| -------- | ------------------ | -------------------- |
| 石墨烯   | 1.00×10−8          | -.0002               |
| 銀       | 1.59×10−8          | .0038                |
| 銅       | 1.7×10−8           | .0039                |
| 金       | 2.44×10−8          | .0034                |
| 鋁       | 2.82×10−8          | .0039                |
| 鎢       | 5.6×10−8           | .0045                |
| 黃銅     | 8×10−8             | .0015                |
| 鐵       | 1.0×10−7           | .005                 |
| 鉑       | 1.1×10−7           | .00392               |
| 鉛       | 2.2×10−7           | .0039                |
| 錳加寧   | 4.82×10−7          | .000002              |
| 康銅     | 4.9×10−7           |                      |
| 汞       | 9.8×10−7           | .0009                |
| 鎳鉻合金 | 1.10×10−6          | .0004                |
| 無定形碳 | 5.0×10−4至8.0×10−4 | -.0005               |
| 鍺       | 4.6×10−1           | -.048                |
| 矽       | 6.40×102           | -.075                |
| 玻璃     | 10 至 1014         | 無                   |